# Kluki (gromada w województwie warszawskim)
Kluki – dawna gromada, czyli najmniejsza jednostka podziału terytorialnego Polskiej Rzeczypospolitej Ludowej w latach 1954–1972.
Gromady, z gromadzkimi radami narodowymi (GRN) jako organami władzy najniższego stopnia na wsi, funkcjonowały od reformy reorganizującej administrację wiejską przeprowadzonej jesienią 1954 do momentu ich zniesienia z dniem 1 stycznia 1973, tym samym wypierając organizację gminną w latach 1954–1972.
Gromadę Kluki z siedzibą GRN w Klukach utworzono – jako jedną z 8759 gromad na obszarze Polski – w powiecie mińskim w woj. warszawskim, na mocy uchwały nr VI/10/7/54 WRN w Warszawie z dnia 5 października 1954. W skład jednostki weszły obszary dotychczasowych gromad Abramy, Chrościce, Garczyn Duży, Kluki, Szembory, Wąsy, Wólka Kałuska i Żebrówka ze zniesionej gminy Chrościce w powiecie mińskim oraz kolonia Stary Dwór z dotychczasowej gromady Kazimierzów i kolonia Majdan z dotychczasowej gromady Jaworek ze zniesionej gminy Ossówno w powiecie węgrowskim (woj. warszawskie). Dla gromady ustalono 12 członków gromadzkiej rady narodowej.
31 grudnia 1959 z gromady Kluki wyłączono (a) kolonie Majdan i Stary Dwór, włączając ją do gromady Wierzbno w powiecie węgrowskim w tymże województwie oraz (b) wsie Garczyn Duży i Żebrówka, włączając je do gromady Wiśniew w powiecie mińskim, po czym gromadę Kluki zniesiono a jej (pozostały) obszar włączono do gromady Kałuszyn w powiecie mińskim.